# Xiphiagrion truncatum
Xiphiagrion truncatum är en trollsländeart som beskrevs av Maurits Anne Lieftinck 1949. Xiphiagrion truncatum ingår i släktet Xiphiagrion och familjen dammflicksländor. Inga underarter finns listade i Catalogue of Life.